# ء
ء （ハムザ, همزة）は、声門閉鎖音を表すアラビア文字。

## 概要
ハムザはアラビア語アルファベットに含まれる28個の「完全な」文字ではない。イスラム教成立初期の時代に、クルアーンの詠唱法を正しく伝承するためにアラビア語の正書法が確立される中で、アラビア語アルファベットに付け加えられたものである。
アラビア語アルファベットの元となったフェニキア語とアラム文字では、声門閉鎖音はアリフで表記されていたが、アラビア語では、アリフは声門閉鎖音と長音の両方を表記するために使用されていた。声門閉鎖音と長音を区別するため、ハムザは一種のダイアクリティカルマークとしてアリフに付記されることとなった。現代アラビア語の表記では、ハムザはアリフを伴わず、独立した文字であるかのように使用されることもある。
単独で書かれる場合と、アリフ・ワーウ・ヤー（表記上はアリフ・マクスーラ）のいずれかを土台として書かれる場合がある。語頭にハムザが現れる際は常にアリフを土台にするが、母音がiの場合はハムザはアリフの下に書かれる。
「完全な」文字ではないが、文法上では語根を構成する3つの子音文字の1つになり得る。例：أخذ（ء-خ-ذ、ʔ-ḵ-ḏ）取る、رأى（ر-ء-ي 、r-ʔ-y）見る。

## 翻字
- 国際音声記号 では、声門閉鎖音は「 ʔ」 で表記される。
- 論文や教科書等、学術的には、「'」(アポストロフィ) が使用される。
- 学術的な場面で用いられることはないが、アラビア語話者同士がラテン文字を使用する場合に、数字の「2」で代用することがある。特にインターネット上のコミュニティで見られるもので、主に文字化けや右書きによるレイアウトの崩壊を避けるためにこの転写法を使用する。
  - ماء（水） - maa2

## 符号位置
| 文字 | Unicode | JIS X 0213 | 文字参照        | 名称   |
| ---- | ------- | ---------- | --------------- | ------ |
| ء    | U+0621  | ‐          | &#x621; &#1569; | ハムザ |